# Rasmus Svenningsson
Rasmus Svenningsson, född 19 november 1992, är en svensk professionell triatlet.

## Meriter
Race / Place / Distance / Swim / Bike / Run / Total
- 2021 Ironman Lake Placid / 1:a / 140.6 / 49:29 / 4:26:09 / 2:51:05 / 8:13:25
- 2024 Ironman South Africa / 1:a / 140.6 / 51:56 / 4:14:35 / 2:51:12 / 8:03:11